# Skotten i Sarajevo

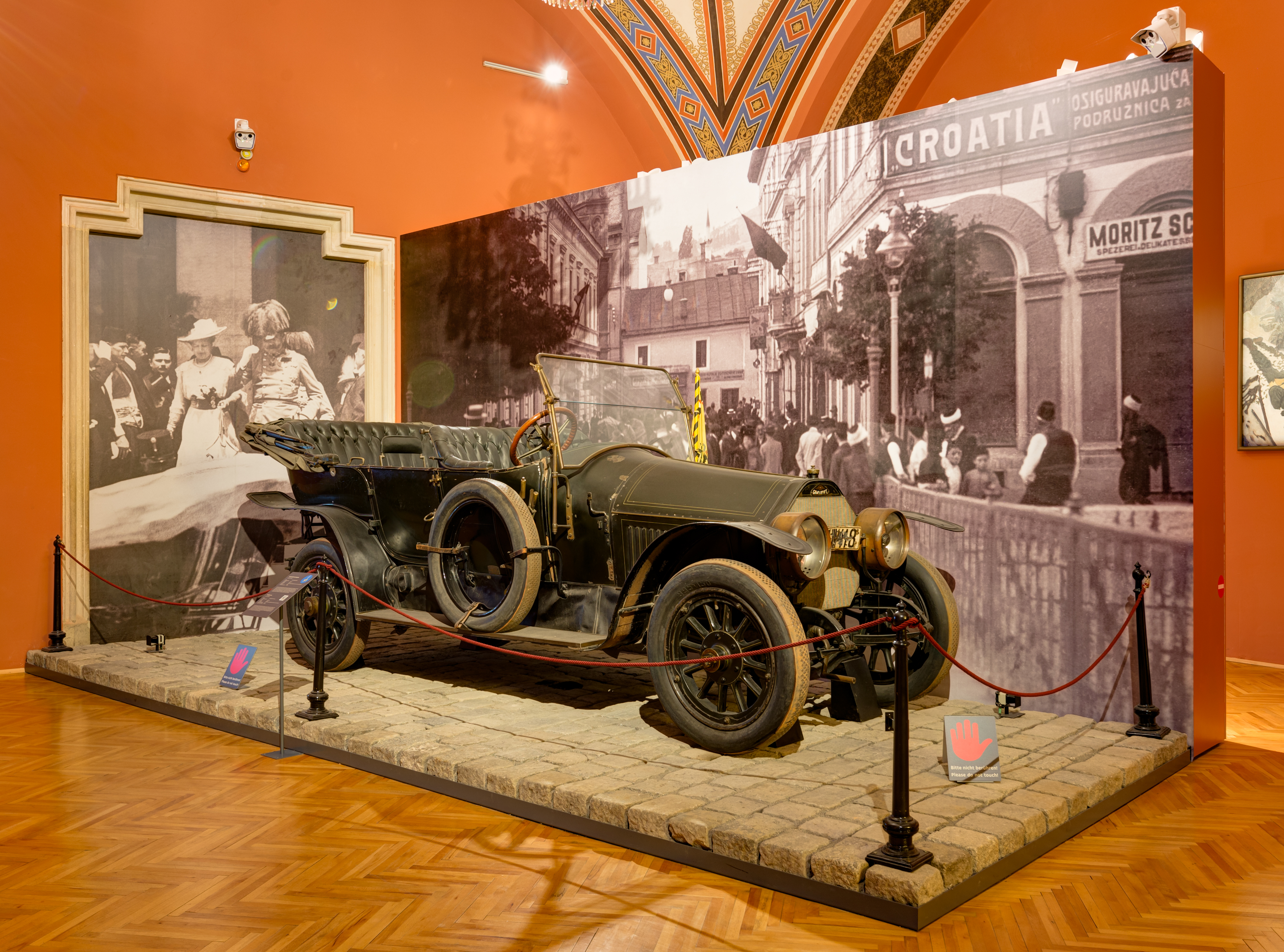
Ärkehertigens bil.

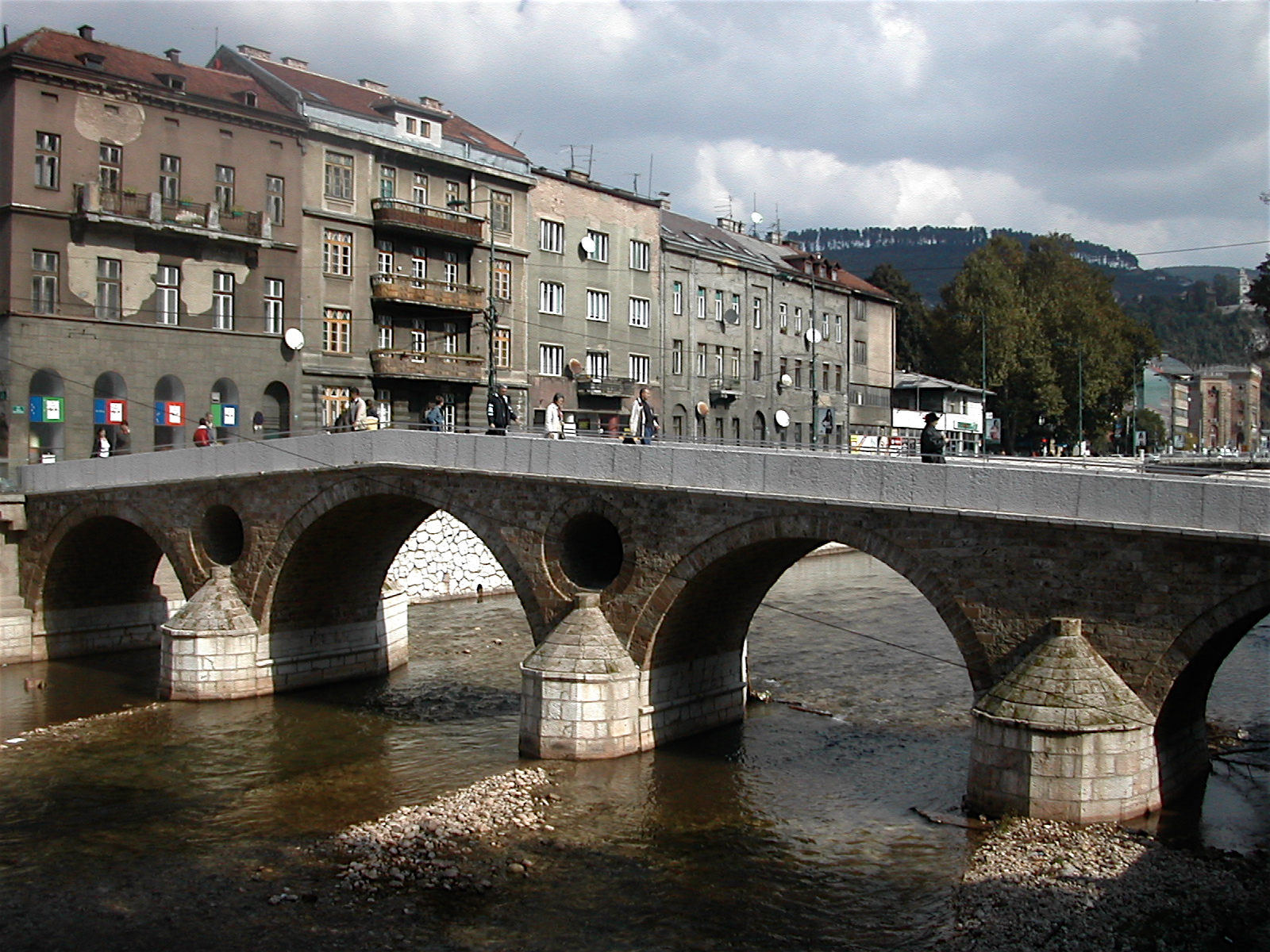
Latinska bron i Sarajevo. Attentatet ägde rum vid huset i vänster bildkant.

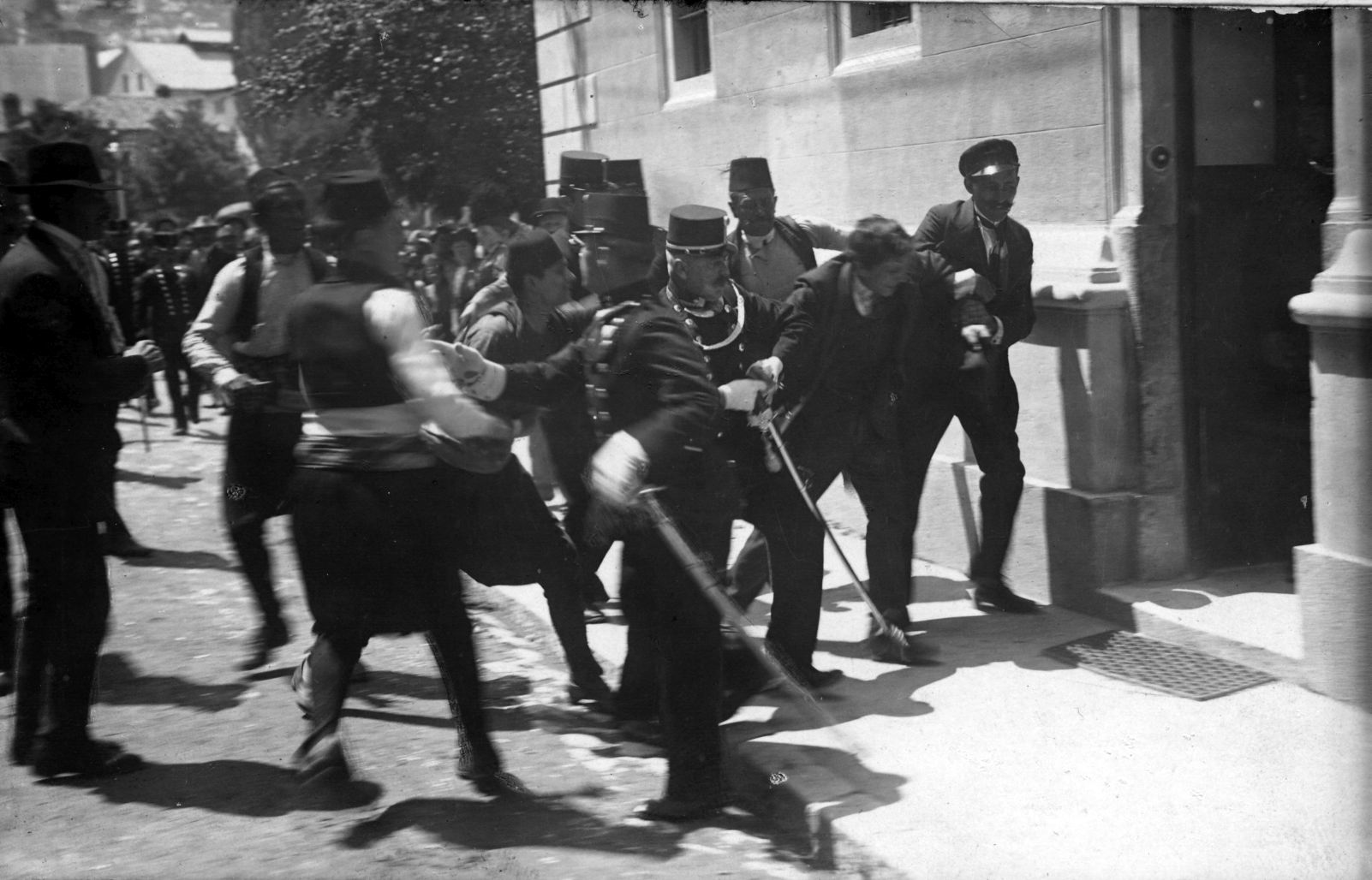
Polisen griper den som de tror är attentatsmannen.

Skotten i Sarajevo avser det attentat som förövades i Sarajevo i nuvarande Bosnien och Hercegovina den 28 juni 1914. Med skotten mördade Gavrilo Princip, medlem i Unga Bosnien, ärkehertig Franz Ferdinand av Österrike och hans gemål Sophie von Chotek. Händelsen utlöste den så kallade julikrisen som utmynnade i första världskrigets utbrott en månad senare.

## Bakgrund
Bosnien och Hercegovina hade varit en osmansk provins fram till 1878 då Berlinkongressen bestämde att Österrike-Ungern skulle ”besätta och förvalta” området. År 1908 annekterades provinsen formellt av Österrike-Ungern. Detta sågs med missnöje av serbiska nationalister som ville att provinsen skulle bli en del av Serbien. Den 28 juni 1914 var Österrike-Ungerns tronarvinge Franz Ferdinand på besök i Bosnien och Hercegovinas huvudstad Sarajevo. Franz Ferdinands avsikt var att förbättra levnadsförhållandena för slaverna i kejsardömet. Han ville att ungrare, tysktalande och slaver skulle ha samma rättigheter.
Den serbiska nationalistiska organisationen Svarta handen arbetade effektivt för ett Storserbien. De såg Franz Ferdinands idé som ett hot då de fruktade att många slaver skulle nöja sig med jämlikhet inom Österrike-Ungern och inte längre kämpa för självständighet. Därför organiserade Svarta handen mordet på Franz Ferdinand och hans hustru när de var på besök i Sarajevo.

## Attentatet

### Procession och bomber
En serbisk nationalist vid namn Gavrilo Princip hade tagit sig till Sarajevo där han mötte sex andra konspiratörer. En major i serbiska armén och medgrundare av Svarta handen, Voja Tankosić, lät utrusta dem med fyra pistoler, sex bomber och varsin giftkapsel med kaliumcyanid.
Den 28 juni 1914 anlände ärkehertig Franz Ferdinand med sin hustru Sophie von Chotek till Sarajevo med tåg. De satte sig i en bil som stod uppställd utanför järnvägsstationen och färden genom staden började. Det fanns ingen egentlig bevakning, bara en påminnelse till stadens poliser att hålla ögonen öppna och att de som fanns längs färdvägen skulle se till att inget hände. Ärkehertigen och hans fru färdades i en öppen bil i låg fart genom staden. Princip och hans kamrater kände till de bristfälliga säkerhetsåtgärderna och placerade ut sig på olika platser längs färdvägen.
Den förste av konspiratörerna som bilen passerade var Muhamed Mehmedbašić, men han blev osäker på vilken bil i kortegen som var ärkehertigens. Samtidigt kände han sig observerad av polisen, och gjorde inget försök; det fanns ju fem till längs vägen.
När bilen körde över en bro rusade Nedeljko Čabrinović fram och kastade en bomb. Bomben studsade mot bilen och rullade ner på gatan, där den exploderade under nästa bil och skadade några åskådare samt en militär. Čabrinović svalde en giftkapsel och slängde sig i floden, men några åskådare hoppade efter och drog upp honom ur det grunda vattnet. Han dog inte, då giftet antingen var för gammalt eller för svagt; han kräktes bara på vägen till fängelset.

### Pistolattentat
Ärkehertigparets bilfärd fortsatte till rådhuset, där borgmästaren tog emot och välkomnade gästerna. Ferdinand avbröt honom med: ”Vad tjänar era tal till? Jag kommer till Sarajevo i fred och någon kastar en bomb på mig! Detta är skandalöst!” Man beslöt sig för att åka till sjukhuset och hälsa på dem som skadats av bomben, och man skulle köra snabbt längs floden för att inte ge några fler lönnmördare en chans.
Men ingen hade informerat chauffören Leopold Lojka om att färdvägen skulle ändras, så denne svängde av misstag in på Franz Joseph-gatan, där Princip av en ren slump befann sig. Bilen bromsade in för att vända tillbaka, och Princip drog fram sin pistol och två skott brann av. Det första gick in i Sophies buk, det andra i Franz hals. Sophie svimmade och Franz skrek: ”Sophie! Sophie! Dö inte! Lev för barnens skull!” Greve Franz von Harrach frågade om han hade ont men han svarade bara: ”Det är ingenting.” Bägge dog innan de kom till sjukhuset.
Princip svalde liksom Čabrinović en giftkapsel, men även nu var giftet för svagt. Innan han hann skjuta sig hade någon kastat sig över honom och tvingat honom att släppa pistolen. Han fördes till häkte och dömdes på grund av sin ringa ålder till tjugo års tukthus. Det var inte tillåtet att avrätta personer under tjugo år i Österrike-Ungern på den här tiden, och det återstod knappt en månad till Princips tjugoårsdag. Han avled 1918 i fängelset i Theresienstadt.

## Efterspel
Skotten i Sarajevo inledde julikrisen. Österrike-Ungern misstänkte att Serbien låg bakom mordet och ställde 23 juli ett ultimatum där man bland annat krävde österrikisk medverkan i polisutredningen av mordet inne i Serbien. Österrike-Ungern fick Tysklands stöd i konflikten. Serbien accepterade inte alla Österrike-Ungerns krav, därför förklarade Österrike-Ungern krig mot Serbien den 28 juli 1914, vilket inledde svarta veckan.
Till följd av en komplicerad serie europeiska militärallianser ledde krigsförklaringen till att konflikten utvidgades till en global konflikt i form av första världskriget. Man brukar därför säga att skotten i Sarajevo var det som utlöste kriget, även om de bakomliggande orsakerna var fler och mer mångfacetterade.

## Rättegång mot gärningsmännen
Ett stort antal personer arresterades misstänkta för deltagande i eller medhjälp till mordet. Tjugofem personer, till stor del ungdomar, hördes i en rättsprocess som ägde rum i Sarajevos militärfängelse 12-23 oktober 1914. Domen lästes upp den 28 oktober, fyra månader efter attentatet. Domare var Alois Kurinaldi.
De åtalade anklagades för mord, medhjälp till mord samt konspiration i högförrädiskt syfte. Under rättegången angav de yngre konspiratörerna villigt sina politiska motiv och lade allt ansvar för attentatet på sig själva. De nekade till att en högre makt i Serbien skulle ha varit inblandad. De äldre konspiratörerna beskrev sig dock i större utsträckning som ovetande och ofrivilliga instrument utan politisk motivation.
Rättegången fick inte åhöras av allmänheten.
Enligt den habsburgska lagen kunde ingen under 20 års ålder dömas till döden, vilket ledde till att Gavrilo Princip (som var 19 vid tidpunkten för attentatet) undkom med fängelsestraff.
Muhamed Mehmedbašić, en av attentatsmännen, hade lyckats fly till Montenegro och var ej närvarande vid rättegången.
Rättegångens resultat var följande:
- Gavrilo Princip, Frans Ferdinands mördare - 20 års fängelse
- Nedeljko Čabrinović, attentatsman - 20 års fängelse
- Trifun Grabež, attentatsman - 20 års fängelse
- Vaso Čubrilović, attentatsman - 16 års fängelse
- Cvetko Popović, attentatsman - 13 års fängelse
- Lazar Djukić - 10 års fängelse
- Danilo Ilić, teknisk organisatör - döden genom hängning, avrättad 3 februari 1915
- Veljko Čubrilović, medhjälpare - döden genom hängning, avrättad 3 februari 1915
- Mihajlo Jovanović, medhjälpare - döden genom hängning, avrättad 3 februari 1915
- Nedjo Kerović, medhjälpare - döden genom hängning, benådad till 20 års fängelse av kejsar Frans Josef I
- Jakov Milović - döden genom hängning, benådad till livstids fängelse av kejsar Frans Josef I
- Mitar Kerović, medhjälpare - livstids fängelse
- Ivan Kranjčević - 10 års fängelse
- Branko Zagorac - 3 års fängelse
- Marko Perin - 3 års fängelse
- Cvijan Stjepanović - 7 års fängelse
- Jovan Kerović - frikänd
- Blagoje Kerović - frikänd
- Obren Milošević - frikänd
- Mićo Mićić - frikänd
- Nikola Forkapić - frikänd
- Dragan Kalbember - frikänd
- Ivan Momčinović - frikänd
- Angela Sadilo - frikänd
- Franjo Sadilo - frikänd

Cvetko Popović (18) och Vaso Čubrilović (17) var de enda som överlevde fängelsestraffet. De befriades 1918 vid krigets slut. Samtliga övriga dömda avled i fängelset, till följd av tuberkulos, svält och tortyr.

## Källhänvisningar
1. ↑  Ivansson, Elisabeth; Tordai, Mattias (2008). ”Första världskriget”. i Holmgren, Lennart. Historia – ämnesboken. "2". Ljubljana, Slovenien: Liber. sid. 268. ISBN 978-91-21-20401-6. Läst 30 september 2009
2. ↑  Sarajevo, June 28, 1914 The Assassination of Archduke Franz Ferdinand The World War I Document Archive, "Samband Historia" av Niklas Ericsson och Magnus Hansson, https://www.ne.se/uppslagsverk/encyklopedi/enkel/skotten-i-sarajevo, http://www.levandehistoria.se/node/4695?page=0%2C1
3. ↑  Ponting, Clive (2002). Tretton dagar. Prisma. sid. 20
4. ↑  Assassination of Archduke Ferdinand, 1914 EyeWitness to History
5. ↑   ”Samband Historia” av Niklas Ericsson och Magnus Hansson, http://www.ne.se/enkel/skotten-i-sarajevo, ”Arkiverade kopian”. Arkiverad från originalet den 26 september 2012. https://web.archive.org/web/20120926032526/http://www.alltomhistoria.se/artiklar/sarajevo-1914/. Läst 19 april 2013.
6. ↑  Stojnić, Bojan (2014). Млада Босна и Сарајевски атентат - каталог изложбе. sid. 13. Läst 6 november 2025